# Bartolomeo Sacchi
Bartolomeo Sacchi, detto il Plàtina (Piadena, 1421 – Roma, 21 settembre 1481), è stato un umanista e gastronomo italiano.

## Biografia
Nacque a Piadena, un paese vicino a Cremona chiamato in latino Platina, da cui prese il soprannome. Della sua giovinezza si conosce poco: intraprese la carriera delle armi militando al servizio di Francesco Sforza e Niccolò Piccinino come mercenario, ma presto si trasferì a Mantova per avviarsi agli studi umanistici. Nella città dei Gonzaga fu discepolo di Ognibene da Lonigo, che aveva assunto la guida della Casa Gioiosa dopo Iacopo da San Cassiano, succeduto a Vittorino da Feltre morto nel 1446.
Cominciò la sua carriera nel 1453 come precettore dei figli di Ludovico III Gonzaga. Al marchese dedicò il primo scritto di cui abbiamo notizia: il Bartholomaei Platinensis Divi Ludovici marchionis Mantuae somnium, un'operetta sotto forma di dialogo in lode delle cure prestate da Ludovico nella trascrizione delle opere di Virgilio.
Secondo l'uso umanistico Sacchi scelse come nom de plume quello della propria città natale, cambiandolo presto da Platinensis a Platina. Per quanto nel 1456 ottenesse dal duca di Milano Francesco Sforza – tramite l'intercessione della moglie di Ludovico Barbara di Brandeburgo – un salvacondotto per andare in Grecia a perfezionare le proprie conoscenze del greco antico e dell'antichità classica, mutò parere quando seppe che Giovanni Argiropulo, celebre umanista di orientamento platonico, sarebbe venuto a Firenze in qualità di docente di filosofia, preferendo stabilirsi nella città medicea.
Nel 1457 si recò quindi a Firenze per ascoltare le lezioni dell'Argiropulo, entrando a far parte dell'ambiente culturale locale e stringendo amicizia con celebri umanisti quali Marsilio Ficino, Poggio Bracciolini, Francesco Filelfo, Cristoforo Landino, Leon Battista Alberti, Giovanni Pico della Mirandola e molti altri. Divenne inoltre precettore presso la famiglia Medici pur legandosi alla famiglia Capponi, di parte repubblicana. Di Neri Capponi tradusse i Commentari aggiungendo una nota biografica probabilmente più tarda.
Degli autori antichi predilesse in particolare Virgilio, che studiò molto approfonditamente, curando tra l'altro una raccolta, perduta, dei modi di dire greci presenti nei testi dell'autore mantovano. A Ludovico III Gonzaga spedì un codice delle Georgiche e una copia miniata delle opere virgiliane, incitandolo a far erigere in città un monumento al suo poeta più noto. Il Platina tenne l'orazione funebre di Ludovico Gonzaga (1478).
Non fu solo educatore, ma anche umanista, studioso di letteratura e tradizioni popolari: sul finire del 1461 si trasferì a Roma al servizio del giovane cardinale Francesco Gonzaga, in qualità di suo segretario; divenne abbreviatore dei papi Pio II e Paolo II con alterne fortune: nel 1467 venne infatti imprigionato e sottoposto a tortura, con l'accusa di congiura contro il Papa, e, assieme ad altri abbreviatori, di avere idee pagane. Per vendetta ritrasse in modo sfavorevole la personalità di Paolo II nella biografia scritta un decennio dopo.
Uscito prosciolto dal processo all'inizio del 1469, vide salire le proprie fortune sotto il papato di Sisto IV, che lo nominò nel 1478 direttore della Biblioteca Vaticana dove scrisse il Liber de vita Christi ac omnium pontificum, una raccolta delle biografie dei pontefici vissuti sino ad allora. Negli stessi anni pubblicò il De principe, il De vera nobilitate e il De falso et vero et bono.

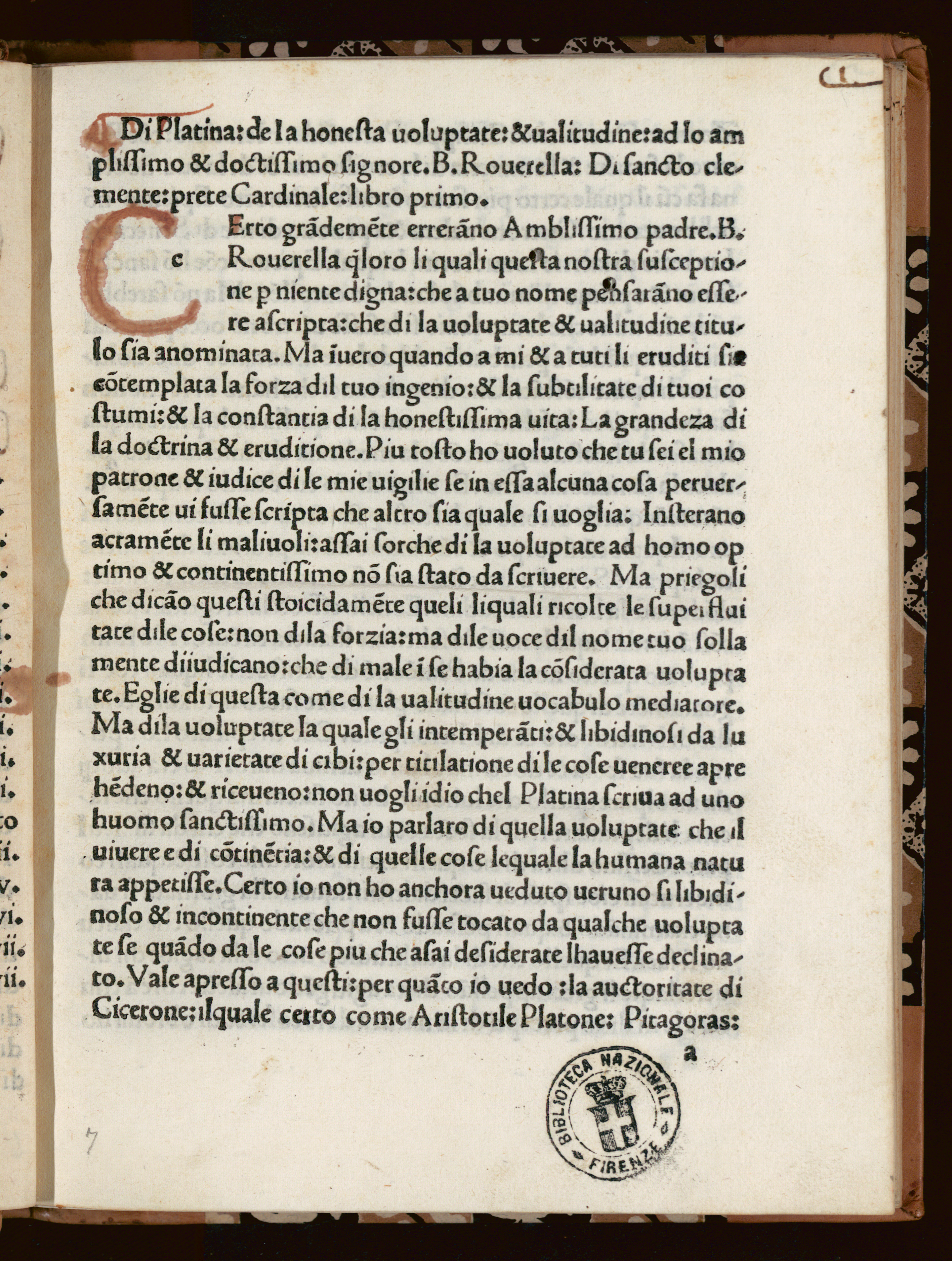
De honesta voluptate et valetudine

Il suo lavoro principale resta tuttavia un breve trattato di gastronomia, il De honesta voluptate et valetudine. Il De honesta voluptate et valetudine fu stampato una prima volta a Roma da Han tra il 1473 e il 1475 (i più propendono per il 1474), anonimo e senza note tipografiche, e subito dopo, nel 1475, a Venezia (Platine de honesta voluptate et valetudine, Venetiis: Laurentius de Aquila, 1475) con indicazione di autore e note tipografiche. L'edizione più "corretta", fra le antiche, secondo l'italianista Emilio Faccioli, rimane quella pubblicata a Cividale del Friuli nel 1480, prima opera stampata da Gerardo da Fiandra in Friuli. In quest'opera, il Platina trascrive in latino tutte le ricette - originariamente scritte in lingua volgare - di Maestro Martino, il più celebre cuoco del XV secolo, di cui il Platina loda l'inventiva, il talento, la cultura. La forza iconoclasta di Martino, spinge il Platina su inedite, quanto avveniristiche, analisi sulla gastronomia, sulla dieta, sul valore del cosiddetto "cibo del territorio" e persino sull'utilità di una regolare attività fisica.
Morì a Roma il 21 settembre 1481, forse a causa della peste. Fu sepolto nella basilica di Santa Maria Maggiore.

## Opere
- Divi Ludovici Marchionis Mantuae somnium (ca. 1454-1456), a cura di A. Portioli, Mantova 1887.
- Oratio de laudibus illustris ac divi Ludovici Marchionis Mantuae (ca. 1457-1460), in F. Amadei, Cronaca universale della città di Mantova, a cura di G. Amadei, E. Marani e G. Praticò, vol. II, Mantova 1955, pp. 226–234.
- Vita Nerii Capponi (ca. 1457-1460), in Rerum Italicarum scriptores, vol. XX, Milano, 1731, cols 478-516.
- Commentariolus de vita Victorini Feltrensis (ca. 1462-1465), in Il pensiero pedagogico dello Umanesimo, a cura di E. Garin, Firenze, 1958, pp. 668–699
- Oratio de laudibus bonarum artium (ca. 1463-1464), in T. A. Vairani, Cremonensium monumenta Romae extantia, vol. I, Roma 1778, pp. 109–118.
- Vita Pii Pontificis Maximi (1464-1465), a cura di G.C. Zimolo, in Rerum Italicarum scriptores, 2nd ser., vol. III.3, Bologna 1964, pp. 89–121.
- Dialogus de flosculis quibusdam linguae Latinae (ca. 1465-1466), a cura di P. A. Filelfo, Milano, 1481.
- De honesta voluptate et valitudine (ca. 1466-1467)
  -  De honesta voluptate et valetudine, Stampata in Venetia, [Bernardino Benali], nel anno del signore MCCCCLXXXXIIII adi XXV de agusto.
  - Il piacere onesto e la buona cucina. A cura di Emilio Faccioli, Collana NUE n.189, Einaudi, Torino, I a cura di 1985, pp. XXXIII-267.
  - De honesta voluptate et valitudine. Un trattato sui piaceri della tavola e la buona salute. Nuova edizione commentata con testo latino a fronte. A cura di Enrico Carnevale Schianca, B.A.R. Serie I, Vol. 440, Olschki, Firenze, 2015, ISBN 9788822263797, pp. VI-590.
- Historia urbis Mantuae Gonziacaeque familiae (1466-1469), a cura di P. Lambeck (1675), riedito in Rerum Italicarum scriptores, XX, Milano, 1731, cols 617-862.
- Tractatus de laudibus pacis (1468), in W. Benziger, Zur Theorie von Krieg und Frieden in der italienischen Renaissance, Frankfurt a.M. 1996, part 2, pp. 1–21.
- Oratio de pace Italiae confirmanda et bello Thurcis indicendo (1468), a cura di Benziger, Zur Theorie, parte 2, pp. 95–105.
- Panegyricus in laudem amplissimi patris Bessarionis (1470), in Patrologia Graeca, vol. CLXI, 1866, cols CIII-CXVI.
- De principe (1470), a cura di G. Ferraù, Palermo 1979.
- De falso et vero bono, dedicato a Sisto IV (ca. 1471-1472), Collana Edizione nazionale testi umanistici, Storia e Letteratura, Roma, 1999, ISBN 9788887114317, pp. 284.
- Liber de vita Christi ac omnium pontificum (ca. 1471-1475), prima edizione Venezia, 1479; edizione critica: G. Gaida, in Rerum Italicarum, scriptores, 2nd ser., vol. III.1, Città di Castello 1913-1932; in latino e inglese: Lives of the Popes, vol. I, a cura di A. F. D’Elia, Cambridge (MA) 2008; edizione in latino della vita di Paolo II: Bartolomeo Platina. Paul II. An Intermediate Reader of Renaissance Latin, a cura di Hendrickson et al. Oxford (OH) 2017
- De optimo cive (1474), a cura di F. Battaglia, Bologna 1944.
- Un trattato o lettera polemica contro Battista de’ Giudici (1477); perduto, ma parzialmente citato in una replica successiva in B. De’ Giudici, Apologia Iudaeorum; Invectiva contra Platinam, a cura di D. Quaglioni, Roma 1987, pp. 94–127.
- Plutarco, De ira sedanda, tradotto da Platina (ca. 1477), in Vairani, Cremonensium monumenta, pp. 119–135.
- Vita amplissimi patris Ioannis Melini (ca. 1478), a cura di M.G. Blasio, Roma 2014.
- Lettere: Platinae custodia detenti epistulae (1468–69), a cura di Vairani, Cremonensium monumenta, pp. 29–66; edizione critica: Lettere, a cura di D. Vecchia, Roma 2017.
- A cura di Platina: Giuseppe Flavio, Historiarum libri numero VII, Roma 1475.
- Practica, traduzione e commento di Angelo Capparoni, Istituto di Storia della Medicina dell'Università di Roma, Roma, 1960.

### Manoscritti

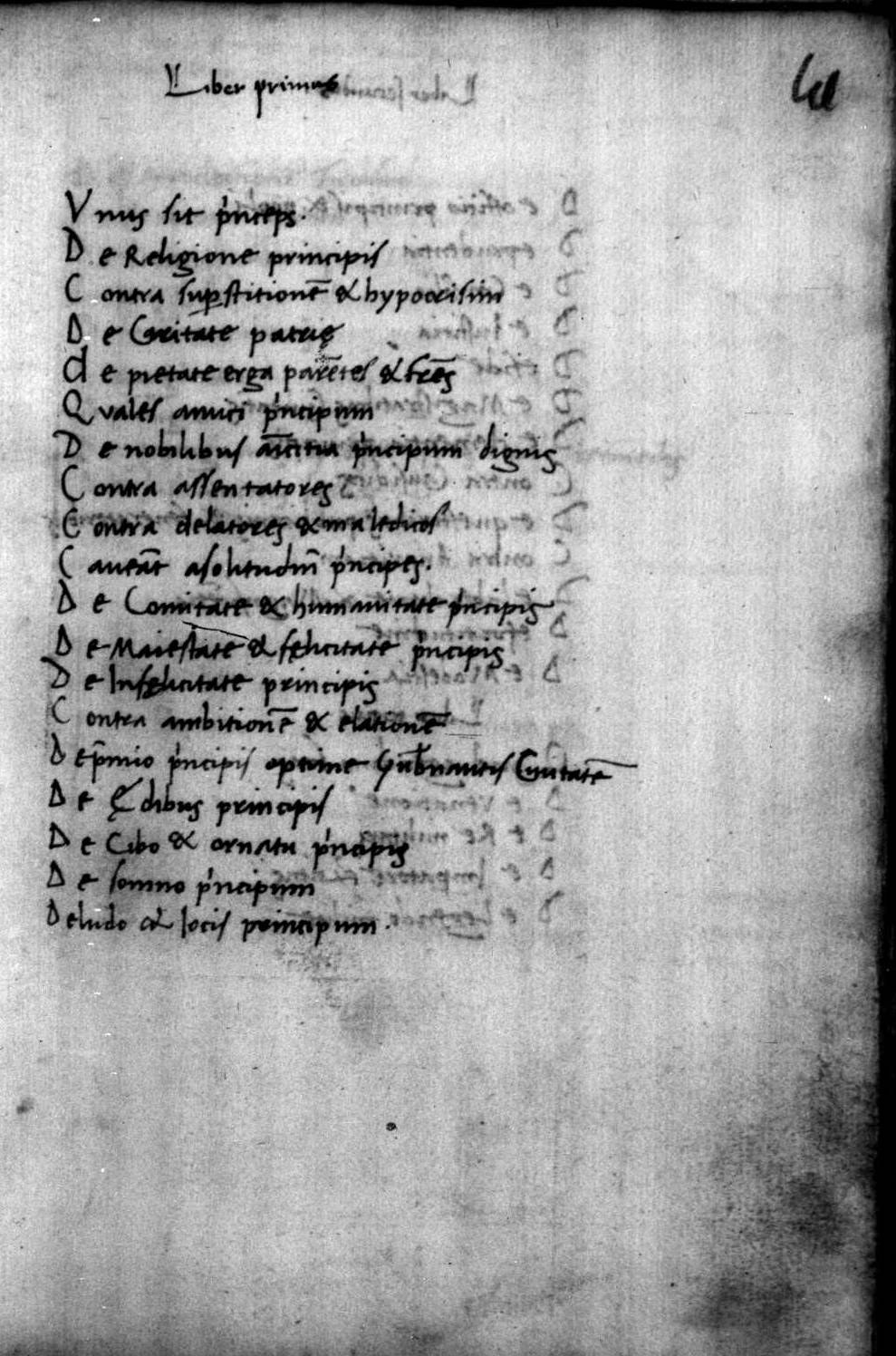
Libri Tres de Principe, manoscritto, XV secolo. Milano, Biblioteca Ambrosiana, Fondo manoscritti

- Vocabula Bucolicorum, Vocabula Georgicorum (ca. 1460-1461), MS Berlin, Staatsbibliothek, Lat. qu. 488, foll. 58r-59v, 59v-65r
- Liber privilegiorum (ca. 1476-1480), MS Archivio segreto Vaticano, A.A. Arm. I-XVIII, 1288-1290
- Epitome ex primo [-XXXVII] C. Plinii Secundi libro De naturali historia (ca. 1462-1466), e.g. MS Siena, Biblioteca comunale, L.III.8, foll. 73r-357v
- De vera nobilitate (ca. 1472-1477), in Platina, Hystoria de vitis pontificum, Venezia, 1504, foll. C5v-D3v.
- Dialogus de falso ac vero bono, dedicato a Paolo II (1464-1465), e.g. Milan, Biblioteca Trivulziana, Mss., 805
- Dialogus contra amores (de amore) (ca. 1465-1472), in Platina, Hystoria de vitis pontificum, Venezia, 1504, foll. B8r-C5r (a cura di L. Mitarotondo, tesi di dottorato, Università di Messina, 2003)
- Libri Tres de Principe, XV secolo, Milano, Biblioteca Ambrosiana, Fondo manoscritti, ms. E 66 sup. (3),  ff. 41r-168r.